# 金牛宮
金牛宮（拉丁语：Taurus) 是占星术黃道十二宮之第二宮，指的是出生日期為穀雨後至小滿前，約為每年4/20~5/20；天文學對應的星座是金牛座。金牛宮的附庸星（也門占星學）為月亮，代表月相及月球環形山。而在密宗占星學中，金牛宮的神秘守護星及層次守護星為火神星。

## 符號及象徵

金牛座的天文符號

金牛宮的符號為♉，代表牛頭，守護星為代表愛與美之神維納斯的金星，代表金屬為黃銅，代表職業為農夫，代表色為橙黃色，亦代表人的頸項及幼童時期。月亮是金牛宮的擢升守護星（與也門占星學的附庸星相同）。
金牛宮與室女宮及摩羯宮都屬於占星學中依照亞里士多德時期認為構成宇宙的四元素說的四分類法中的土象星座，意象為春耕前充滿養份適合種植的土壤；是占星學中三分類法，本位、固定、變動中的固定星座；是占星學中二分類法，陽、陰中的陰性星座。

### 符號編碼
金牛宮符號編碼記載於雜項符號。
- U+2649 ♉ TAURUS